# Guerin c. La Reine
Jugement complet
Texte intégral sur CanLII
Guerin c. La Reine est une décision de la Cour suprême du Canada rendue le 1er novembre 1984 par rapport aux droits des Autochtones où la cour a jugé, pour la première fois, que le gouvernement a un devoir fiduciaire envers les Premières Nations du Canada et a établi que le titre ancestral autochtone est un droit sui generis.

## Contexte
La bande indienne de Musqueam tenait environ 416 acres d'excellentes terres dans la région de Vancouver en Colombie-Britannique. En 1958, le gouvernement fédéral, au nom de la bande, a fait un marché avec le Shaughnessy Golf & Country Club (en) pour louer 162 acres afin de construire un terrain de golf. Cependant, les termes exacts de l'entente entre le gouvernement et le club n'étaient pas ceux qui avaient été communiqués à la bande.
En 1970, la bande découvrit les véritables termes et protesta sur la base que le gouvernement a le devoir d'expliquer correctement l'étendue complète du contrat.
Lors du procès, la cour inférieure a jugé que la Couronne avait violé leur confiance avec la bande et a décerné 10 millions de dollars aux Musqueam. Ce jugement a été renversé par la Cour d'appel fédérale et a, par la suite, été porté devant la Cour suprême du Canada.

## Décision
Le juge Brian Dickson, appuyé par Jean Beetz et Antonio Lamer, a jugé que la nature du titre ancestral autochtone impose un devoir fiduciaire exécutoire à la Couronne. Il a décrit la nature du titre ancestral comme étant un droit sui generis qui n'a pas d'équivalent. Il s'agit d'un droit inhérent qui existe à cause de la proclamation royale de 1763 et est basé sur l'exigence de céder les terres à la Couronne ainsi que la relation historique entre la Couronne et les Autochtones. Ce droit spécial signifie que le titre au territoire autochtone peut être aliénable seulement à la Couronne qui peut seulement l'utilisé dans l'intérêt des Autochtones.

## Conséquences
La principe de « devoir fiduciaire » devint plus tard intégral à l'interprétation de l'article 35 de la Loi constitutionnelle de 1982 qui protège les droits des Autochtones.

## Annexe